# Grupo de Sajones de Transilvania
El Grupo de Sajones de Transilvania (rumano: Gruparea Sașilor Transilvăneni, GST) era un partido político en rumano: Gruparea Sașilor Transilvăneni que representa a los Sajones de Transilvania.

## Historia
En las elecciones de 1919 ganó ocho asientos en el Cámara de Diputados y tres en el Senado. Aun así, no volvieron a competir.